# George Lichtenstein

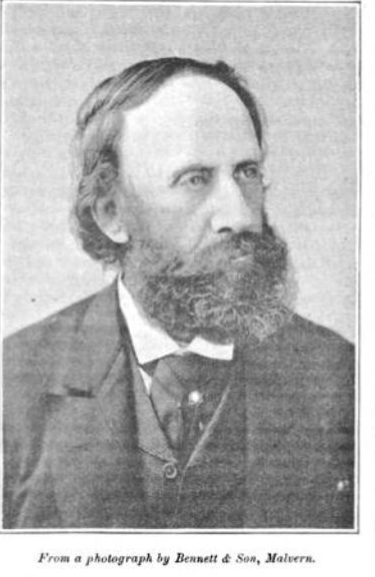
Georg Lichtenstein

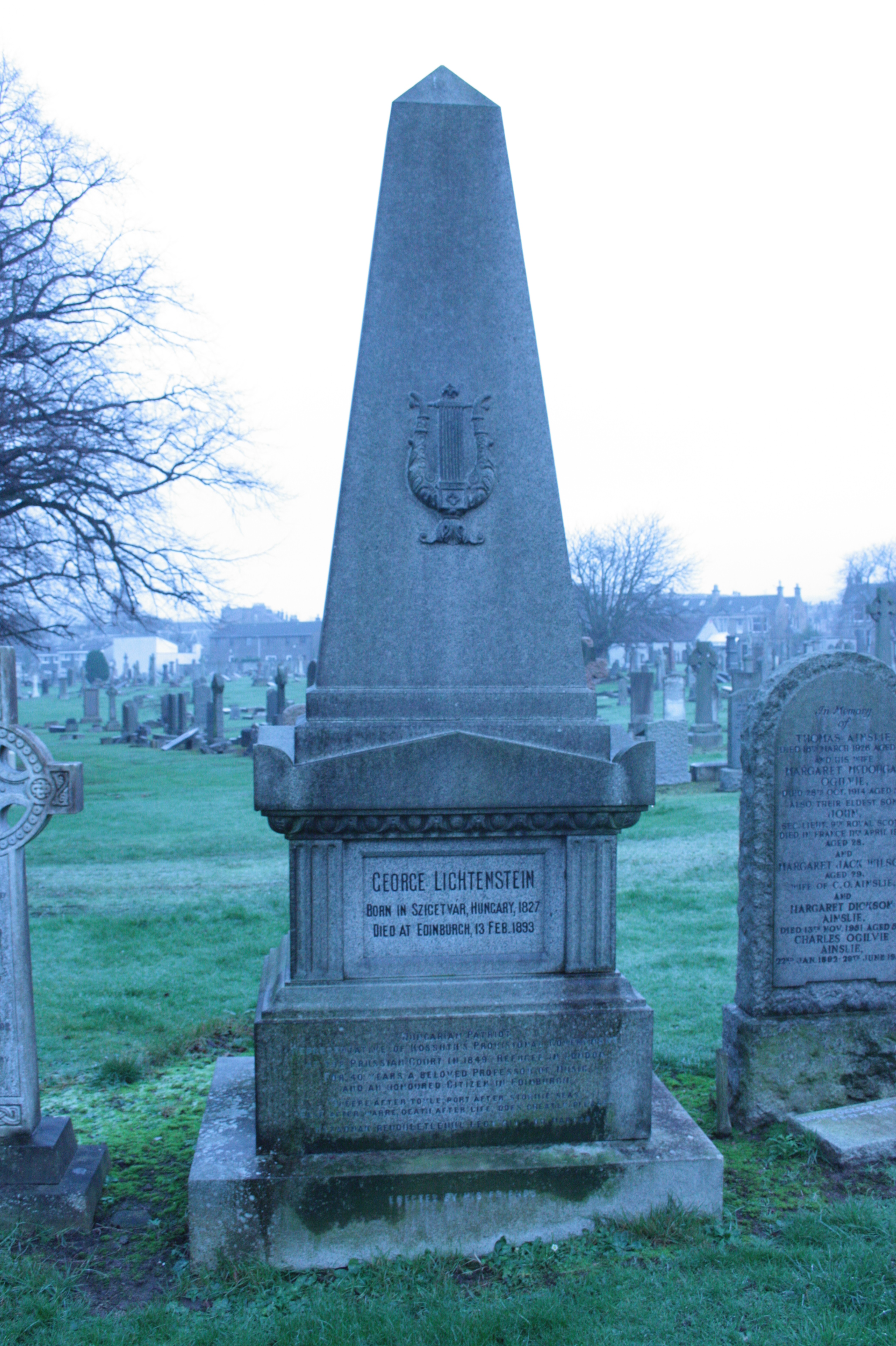
Das Grab von George Lichtenstein auf dem Morningside Cemetery in Edinburgh

George Lichtenstein (eigentlich György Lichtenstein; * 1827 in Szigetvár; † 13. Februar 1893 in Edinburgh) war ein ungarischer Pianist und Musikpädagoge, der lange in Edinburgh wirkte.

## Leben und Werk
Georg Lichtenstein war Sohn des Kaufmanns Simon Lichtenstein. In seiner Kindheit wurde er von Georg Vierling im Klavier- und im Violinspiel ausgebildet. Er studierte Geisteswissenschaften in Pécs und in Zagreb. Zu Ende dieser Studien wandte er sich der juristischen Laufbahn zu, obwohl er sich bewusst war, dass er letztendlich eine Zulassung als Jurist als jüdisches Gesellschaftsmitglied nicht erhalten konnte. 1842 konnte er den Eid als Jurist ablegen und er wurde der erste jüdische Anwärter auf ein Juristenamt in Ungarn. 1843 reiste er zum Parlament nach Bratislava, wo er sich auf das Anwaltsexamen vorbereitete, aber sein Wirken konnte weder hier noch in Wien bei der ungarischen Kanzlei den Weg für eine Zulassung zu einem offiziellen juristischen Amt ebnen.
Während seines Aufenthaltes in Bratislawa wandte er sich der Mnemotechnik zu. Von 1845 bis 1847 hielt er zu diesem Thema Vorträge in Ungarn, Kroatien und Österreich. 1850 hielt er auch Vorträge zu diesem Thema in Berlin. Während des Ungarischen Unabhängigkeitskrieges 1848/1849 übernahm er für sein Land diplomatische Aufgaben in Berlin. Zudem wurde er Privatsekretär von Lajos Kossuth.
Im Zusammenhang mit dieser Revolution und mit diesem Krieg emigrierte George Lichtenstein nach England. Hier unterrichtete er in den ersten Jahren die Kinder Kossuths im Fach Klavier. 1856 ließ er sich in Edinburgh nieder und betätigte sich als Klavier- und Musiklehrer. Er gründete hier die Society of Musicians und eine Musikschule in dieser Stadt. Er unterrichtete hier unter anderem Herzog Alfred von Sachsen-Coburg und Gotha während dessen Studium in Holyrood und Helen Hopekirk.
Lichtenstein blieb unverheiratet und starb im Alter von 70 Jahren in Edinburgh. Er wurde auf dem Morningside Cemetery in Edinburgh beigesetzt. Auf dem Grab erhebt sich ein kräftiger Obelisk aus Sandstein.